# Fiatagri 80-88 DT
Der Fiatagri 80-88 DT, oft auch nur Fiat 80-88 genannt, ist ein Schlepper des Fiat-Konzerns. Er wurde von 1989 bis 1993 gebaut. Der 80-88 DT ist das Nachfolgemodell des ab 1984 gebauten 80-90 DT, wurde aber zu diesem und dessen leistungsgesteigerten Pendant 85-90 DT parallel gebaut. Unterschied zwischen 80-88 DT und 80-90 DT sind die geänderte Getriebeübersetzung und die Motorhaubenkonstruktion; auffälligster Unterschied ist jedoch die Position des Auspuffs.

## Charakteristika
Der Fiat 80-88 DT besitzt einen Leiterrahmen aus Stahl mit vorderer Pendelachse. Am Heck befindet sich ein Dreipunktkraftheber, der mit bis zu 34,335 kN anheben kann. Am Vorderwagen des Schleppers kann ein Frontlader angebaut werden. Serienmäßig verfügt der Schlepper über Allradantrieb mit abschaltbarem Vorderachsantrieb, die Differenziale können gesperrt werden. Vom Motor wird das Drehmoment über ein vollsynchronisiertes Vierganggetriebe mit drei Gruppen und Overdrive-Funktion auf die Räder übertragen. Der Rückwärtsgang wird separat eingelegt und wirkt auf alle Gänge; er ist jedoch leicht untersetzt. Im zwölften Gang kann vorwärts 38 km/h schnell gefahren werden, rückwärts sind 34 km/h möglich. Als Kupplung kommt eine Zweischeibenkeramikkupplung zum Einsatz. Die Zapfwelle kann mit 540 min−1, 1000 min−1 sowie synchronisiert mit Motorkurbelwellendrehzahl betrieben werden.
Als Motor kommt der wassergekühlte Reihenvierzylinderzweiventilsaugdieselmotor des Typs 8045.05 mit Direkteinspritzung aus dem Fiat-Konzern zum Einsatz. Er schöpft aus 3908 cm3 Hubraum eine Leistung von 59 kW bei 2.500 min−1 und liefert 267 Nm Drehmoment bei 1.500 min−1. Die Kraftstoffpumpe des Motors wird von einem 93 Liter-Kraftstofftank gespeist.
Die Kabine hat eine sechseckige Grundform, in deren motorabgewandte Seite die Radkästen eingelassen sind. Sie verfügt über zwei hinten angeschlagene Türen links und rechts sowie sechs Fenster, von denen alle, bis auf die neben der Spritzwand, geöffnet werden können. Am Kabinendach befinden sich vorn zwei Arbeitsscheinwerfer, hinten sind sie oberhalb der Rückleuchten am unteren Rand der Heckscheibe angebracht. Im Kabineninneren sind ein vollgefederter Fahrersitz und ein links davon angebrachter Notsitz vorhanden. Neben den essenziellen Hebeln für Licht, Blinker etc. verfügt das Armaturenbrett über ein Drehzahl-Geschwindigkeit-Kombiinstrument, das die Schlepperfahrgeschwindigkeit im zwölften Gang vorwärts in Relation zur Drehzahl anzeigen kann. Zum Bedienen des Frontladers verfügt der Schlepper über einen Schalter am rechten Kotflügel, der den Frontlader auf eine voreingestellte Position stellen kann.